# Heriberto Acosta
Heriberto Acosta (* 24. Februar 1974) ist ein bolivianischer Straßenradrennfahrer.
Heriberto Acosta gewann 2005 den zweiten Teil der sechsten Etappe beim Doble Copacabana Grand Prix Fides nach Calacoto. In der Saison 2007 wurde er bei der bolivianischen Straßen-Radmeisterschaft in Tajira Dritter im Straßenrennen hinter Horacio Gallardo. Beim Doble Copacabana Grand Prix Fides gewann Acosta mit seinem Team Glas Casa Real Campos de Solan wieder den zweiten Teil der sechsten Etappe in Calacoto.

## Erfolge
2005
- eine Etappe Doble Copacabana Grand Prix Fides

2007
- eine Etappe Doble Copacabana Grand Prix Fides

2009
- eine Etappe Vuelta a Tarija
- zwei Etappen und Gesamtwertung Vuelta a Camargo

2011
- eine Etappe Vuelta a Bolivia

2013
- Gesamtwertung Vuelta a Punata
- eine Etappe Vuelta a Santa Cruz de la Sierra

## Teams
- 2011: Club Atlético Nacional Potosí